# Torró d'Agramunt

Logotip IGP Torró d'Agramunt

El Torró d'Agramunt és un torró elaborat al municipi d'Agramunt amb avellanes o ametlles, sucre, mel i clara d'ou, presentat en tauletes rodones o rectangulars entrapanades de pa d'àngel de diverses mides i pesos. La primera menció escrita data del 1741 on, en unes cartes d'una de les famílies nobles locals, es descriu el nombre de persones que es dedicaven als diferents oficis a la vila, mencionant-s'hi set torronaires. El torró es reconegut amb la Indicació geogràfica protegida pel Departament d'Agricultura des del 2002.Està inscrit al Registre comunitari i regulat per l'Ordre AAR/429/2009 de la Generalitat.
La seva massa presenta un lleuger color marró daurat fràgil i cruixent. El percentatge mínim d'ametlla o avellana és del 46% al 60% segons que el torró sigui de categoria extra o suprema. Per elaborar-lo es torren les avellanes un cop refredades es pelen. En el cas de les ametlles l'operació és a l'inrevés. Es couen la mel i els sucres amb clara d'ou fresca o el seu equivalent en pols. Després, s'hi barregen les ametlles i les avellanes.

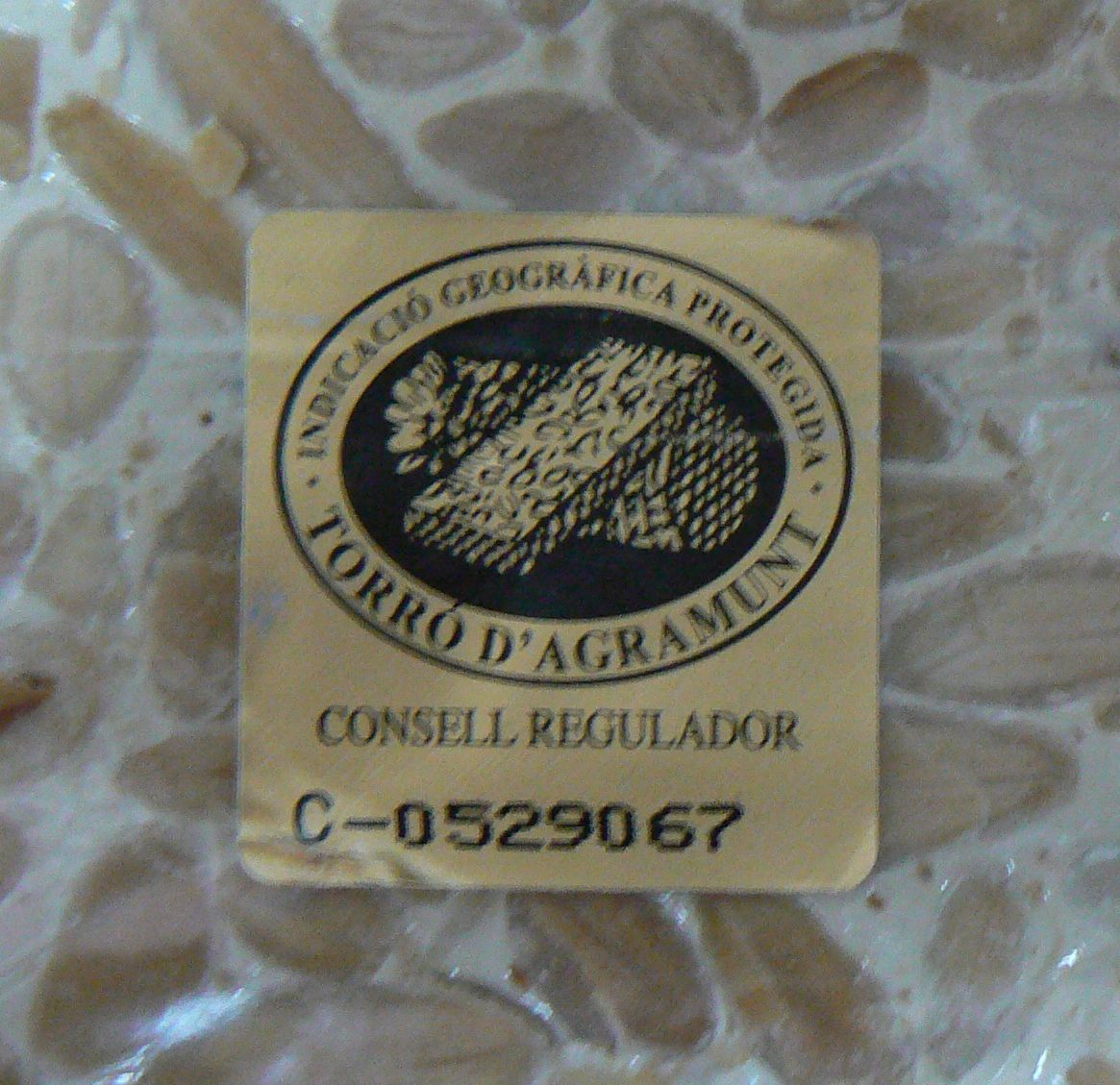

El torró d'Agramunt es presenta en tauletes rodones o rectangulars que poden tenir diferents pesos des de 30g fins a pesos superiors a 1 kg. A l'etiqueta dels envasos figurarà, a més de les mencions que exigeix la legislació vigent, el nom Torró d'Agramunt. Indicació Geogràfica Protegida i el logotip de la indicació geogràfica.
Històric de la producció anual de torró amb IGP Torró d'Agramunt:
| Any  | Producció |
| ---- | --------- |
| 2008 | 168 tones |
| 2009 | 158 tones |
| 2010 | 157 tones |
| 2011 | 221 tones |
| 2012 | 187 tones |
| 2013 | 248 tones |